# Гильермо де Подио
Гилье́рмо де По́дио (исп. Guillermo de Podio, Guillermo Despuig) — испанский теоретик музыки, живший в последней трети XV века. По одним сведениям, в 1479-88 служил викарием в церкви св. Екатерины в Альсире. По другим сведениям, жил в Барселоне и (в 1474) служил при дворе Хуана II Арагонского. В 1495 упоминается как пресвитер. В отличие от большинства испанских учёных музыкантов XVI века писал на латинском языке.

## Научная деятельность
Основной труд Гильермо — трактат «Искусство музыкантов» («Ars musicorum»), опубликованный в Валенсии в 1495 году. Обширный текст состоит из пролога и 8 книг (200 глав), охватывающих многие области традиционной и современной Гильермо музыки: исторический очерк (со времён Античности), роды мелоса, григорианское пение (cantus planus), монохорд, интервалы (консонансы и диссонансы), лады, многоголосие (cantus mensurabilis). В технике композиции многоголосия Гильермо помимо традиционного контрапункта описывает (в книге 8) соединение в одновременности по-разному «пропорционированных» голосов, в сущности — полиметрическую музыку.
Liber I. De musicae disciplinae prima inventione deque illius antiquitate
Liber II. De chordis et generibus melorum
Liber III. De monochordi institutione et divisione ac consonantiarum et earum elementorum demonstratione
Liber IV. De modis cantandi sive musicis
Liber V. De principiis cantu et eius initio
Liber VI. De contrapuncto
Liber VII. De cantu mensurabili
Liber VIII. De proportionibus cantandi
В современной типографике трактат полностью не переиздавался. Кроме того, Гильермо — автор «Учебника по основам музыки» («Enchiridion de principiis musicae»), опубликованного Х. Англезом в 1947 г.

## Сочинения
- Ars musicorum. Valencia, 1495 (кн. 6 и 8 изданы Альбертом Си в кн.: Colorado College Music Press. Critical texts 8. Colorado Springs, 1978).
- Enchiridion de principiis musicae (MS, I-Bc).